# 萨斯河畔魏恩堡
萨斯河畔魏恩堡（德語：Weinburg am Saßbach）是奥地利施泰尔马克州拉德克斯堡县的一个旧市镇。总面积25平方公里，总人口1097人，人口密度43.9人/平方公里（2005年）。2015年，萨斯河畔魏恩堡与邻近的2个市镇合并为新市镇南施泰尔马克地区圣法伊特，新市镇属于莱布尼茨县。